# Ichneumon semicoccineus
Ichneumon semicoccineus là một loài tò vò trong họ Ichneumonidae.